# Antichloris ornata
Antichloris ornata är en fjärilsart som beskrevs av Druce 1883. Antichloris ornata ingår i släktet Antichloris och familjen björnspinnare. Inga underarter finns listade i Catalogue of Life.